# Sofia Carlota de Oldemburgo
Sofia Carlota de Oldemburgo (em alemão: Sophie Charlotte von Oldenburg; 2 de fevereiro de 1879 - 29 de março de 1964) foi um membro da casa de Holsácia-Gottorp. Era a única filha sobrevivente do grão-duque Frederico Augusto II de Oldemburgo e da sua primeira esposa, a princesa Isabel Ana da Prússia.
Sofia Carlota (Lotte) é conhecida pelo seu casamento infeliz e muito publicitado com o príncipe Eitel Frederico, segundo filho do imperador Guilherme II da Alemanha. O casamento acabou em divórcio e Sofia viria a casar-se alguns anos depois com Harald van Hedemann, um antigo agente policial.

## Família e primeiros anos

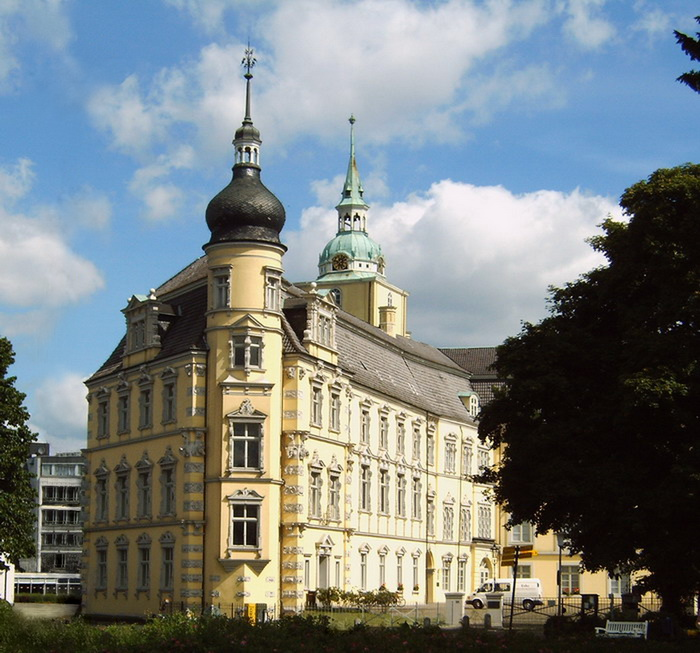
Castelo de Oldemburgo, local de nascimento de Sofia Carlota.

Sofia Carlota (ou Lotte) nasceu no dia 2 de fevereiro de 1879 no Castelo de Oldemburgo em Oldemburgo na Alemanha. Era a filha mais velha de Frederico Augusto, grão-duque herdeiro de Oldemburgo e da sua primeira esposa, a princesa Isabel Ana da Prússia. Tinha uma irmã mais nova, chamada Margarida, mas morreu nova. Recebeu o seu nome em honra da princesa Sofia Carlota de Hanôver, a esposa do primeiro rei prussiano, Frederico I. Sofia era a companhia constante do seu pai e os dois costumavam fazer viagens de iate juntos. Devido a estas viagens, Sofia tinha uma grande paixão pela água, tal como o seu pai. Sofia passou grande parte da sua infância no estrangeiro em visitas à sua tia materna, a princesa Luísa Margarida, em Londres. Também visitava muito a sua avó materna, a princesa Maria Ana de Anhalt-Dessau, na Itália.
A mãe de Sofia morreu em 1895 e o seu pai voltou a casar-se no ano seguinte com a duquesa Isabel Alexandrina de Mecklemburgo-Schwerin. Desta união, Sofia passou a ter meios-irmãos que incluíam Nicolau, grão-duque herdeiro de Oldemburgo, e a duquesa Altburg, depois princesa-herdeira de Waldeck e Pyrmont. Viviam todos juntos no recém-construído Palácio de Isabel Ana, baptizado em honra da sua mãe. No entanto, este casamento tornou a vida familiar de Sofia infeliz, o que apressou o seu desejo de casar para fugir dela. O seu pai tornou-se grão-duque de Oldemburgo em 1900.

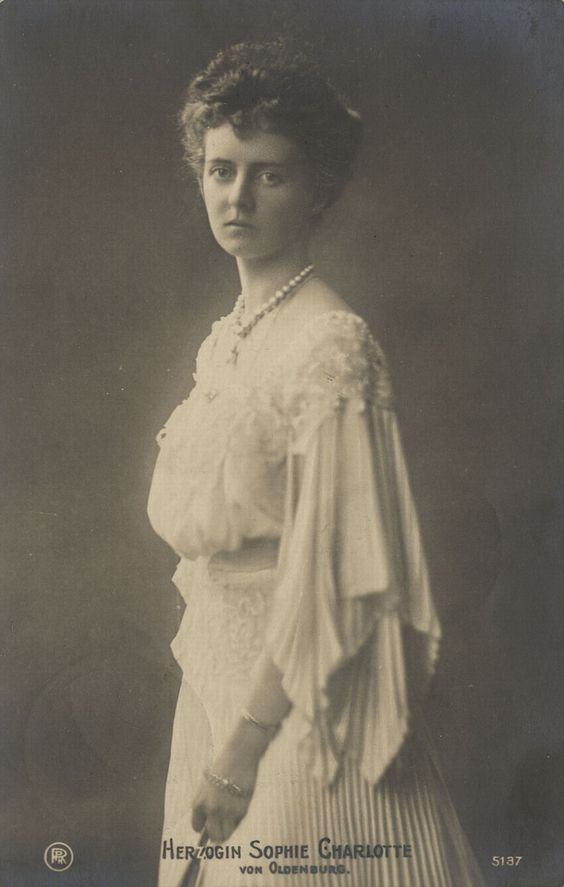
Sofia Carlota em 1900.

### Primeiras acusações da imprensa
Sempre se temeu que Sofia Carlota tivesse herdado a saúde frágil da mãe, por isso em criança ela sempre foi levada a cidades termais. Em 1904 um jornalista alemão foi condenado a um mês de prisão por ter escrito sobre uma possível relação entre Sofia e um subalterno do pai. O artigo falava de uma longa estadia da duquesa na Reviera francesa "por razões de saúde", dizendo que a sua "doença" era a mesma que afectava duas princesas de Mecklemburgo-Strelitz cuja conduta tinha sido alvo de muitas críticas. Visto que estas longas estadias tinham sido uma constante na sua infância, os rumores não tinham qualquer base.

### Primeiros encontros com Eitel

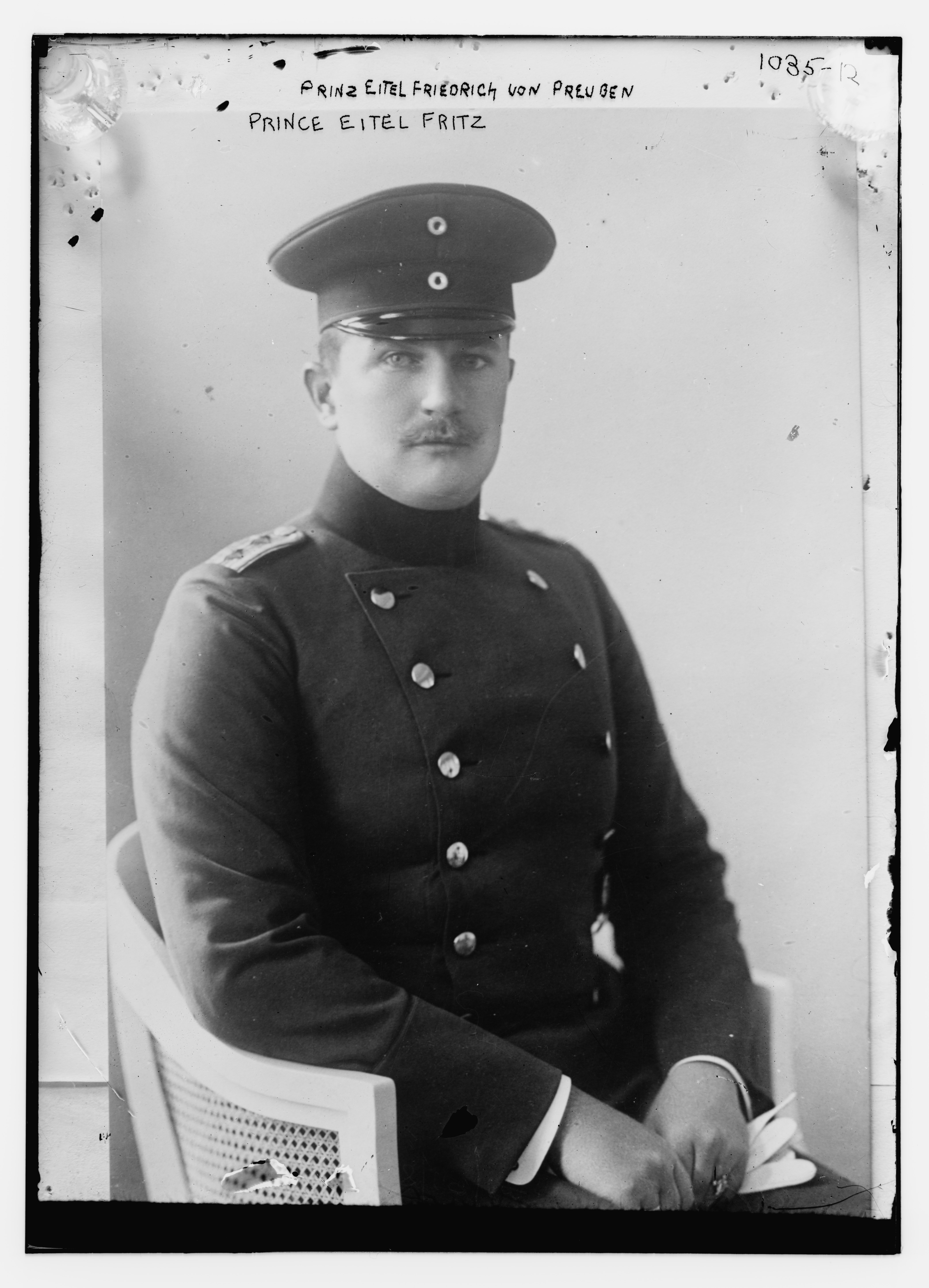
Eitel Frederico em 1900.

Sofia conheceu Eitel em junho de 1905 no casamento do irmão dele, o príncipe-herdeiro Guilherme, com a duquesa Cecília de Mecklemburgo-Schwerin. Ambos eram filhos do imperador Guilherme II da Alemanha e da princesa Augusta Vitória de Schleswig-Holstein. Ainda nesse mês, os dois voltaram a encontrar-se em Kiel, onde se conheceram melhor. A mãe de Eitel era a favor do casamento, uma vez que queria um dos seus filhos casado com uma princesa Oldemburgo, uma família que tinha fama por ser calma, inofensiva e com posição suficiente para se casar com membros da família real. Os Oldemburgo também eram uma família antiga com laços fortes tanto ao imperador como à esposa, visto que a mãe de Sofia tinha sido uma princesa prussiana e uma grande amiga da duquesa de Saxe-Meiningen, a irmã do imperador. A duquesa também era madrinha de Sofia e o imperador gostava dela. A sua ligação com a corte prussiana era tão forte que se chegou a pensar que seria ela a casar com o príncipe Guilherme e não Cecília. Contudo o príncipe-herdeiro pôde escolher a noiva que mais lhe agradava e acabou por preferir Cecília.
Em setembro de 1905, Eitel foi até Lensanh, uma residência dos Oldemburgo e ficou lá durante várias semanas. Pouco depois os dois ficaram noivos, apesar da diferença de idades (ela tinha 26 anos e ele apenas 22). A forte pressão exercida pela família de Eitel (apesar do seu suposto desinteresse) e o desejo de Sofia Carlota para sair de casa podem ser apressado o noivado. Na altura circulavam muitos rumores sobre o comportamento de Eitel como soldado e fora do campo e, por isso, os seus pais estavam ansiosos para o casar com a noiva mais respeitável possível. Um contemporâneo disse sobre o casamento:
" O príncipe Eitel, que é o filho preferido do pai, sendo tão alto e bruto como é feroz e gordo, arranjou uma mulher quase por compulsão e para pôr fim aos rumores que andavam a correr Berlim sobre os seus estranhos comportamentos."

## Casamento

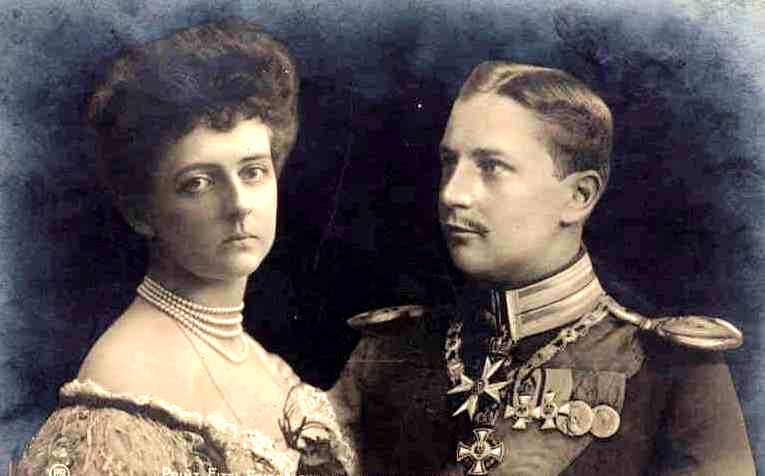
Fotografia de noivado de Eitel e Sofia.

No dia 27 de fevereiro de 1906, Sofia Carlota casou-se com o príncipe Eitel em Berlim. O casamento aconteceu no dia das bodas de prata do imperador Guilherme II e da sua esposa, o que elevou consideravelmente a importância do acontecimento. O casamento contou com 1500 convidados que incluiam muitos membros das famílias reais alemãs. Sofia Carlota usou um vestido com uma cauda de mais de 3 metros, feita de seda cor-de-pérola e bordado com rosas de prata. O casamento consistiu de três cerimónias distintas: a assinatura do contrato matrimonial debaixo das estátuas da Casa de Hohenzollern no primeiro dia, a cerimónia civil na manhã do segundo dia e finalmente a cerimónia religiosa à tarde. Sofia foi muito bem recebida em Berlim.
Tiveram um casamento infeliz. Apesar da sua calorosa recepção em Berlim, Sofia não conseguiu fazer amigos na cidade. Eitel, por seu lado, era frequentemente infiel. Uma fonte afirmou que Sofia, ao saber o tipo de pessoa com quem se tinha casado, "retirou-se para uma espécie de reserva austera da qual nunca recuperou."  Durante a Primeira Guerra Mundial os dois mal se viram. Foi uma altura solitária para Sofia que residia principalmente no Castelo de Bellevue em Berlim. Raramente saía, passando o tempo a ler, pintar e a conversar com um número reduzido de amigos.

### Testemunha no caso Plettenberg

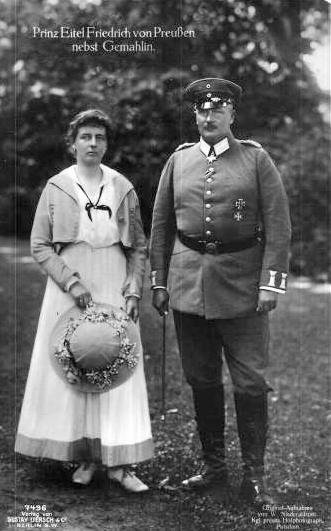
Eitel e Sofia em 1925, um ano antes do divórcio.

Em 1922, o príncipe Eitel processou quatro jornais alemães devido às acusações destes de que a sua esposa tinha cometido adultério. Tudo começou quando Sofia Carlota foi chamada para testemunhar num julgamento de divórcio onde terá admitido que tinha tido um caso amoroso com o réu. Durante o julgamento, Sofia afirmou que já conhecia o réu muitos anos antes do seu casamentos quando ele tinha trabalhado para o seu pai em Oldemburgo. Quando o juiz lhe perguntou se eles ainda mantinham contacto, Sofia respondeu: "a nossa relação íntima continuou mesmo depois do meu casamento com o filho do imperador". Também acrescentou que o seu marido sabia do caso desde o principio e que a relação entre os dois só terminou quando Plettenberg se casou.  Contudo, Sofia declarou mais tarde: "Nego enfaticamente que tenha tido uma relação impertinente com o queixoso quer antes ou depois do seu casamento. Não só não cometi adultério com o queixoso, nem sequer o beijei, nem mantive qualquer relação com ele que ultrapassasse os limites permitidos pela boa educação." Esta notícia foi suprimida dos jornais alemães, por isso a maioria dos repórteres publicava os seus textos em jornais estrangeiros.

### Divórcio
O casal divorciou-se no dia 20 de outubro de 1926, não tendo tido filhos juntos. Acredita-se que os dois se queriam ter divorciado antes da guerra, mas não tiveram autorização do pai de Eitel. O príncipe tinha começado o processo de divórcio ainda em 1919, alegando a infidelidade da esposa como justificação. No final, a conclusão do julgamento apontou Eitel como o verdadeiro culpado pelo divórcio.

## Últimos anos
Depois de vários rumores sobre os seus potenciais futuros maridos que circularam depois do divórcio (incluindo o próprio barão von Plettenberg), Sofia Carlota acabou por se casar em 1927 com Harald van Hedemann, um antigo oficial da polícia de Potsdam. Ele tinha 40 anos e ela 48. Apesar do seu baixo estatuto, o casamento realizou-se no palácio grão-ducal do Castelo de Rastede e entre os convidados estiveram presentes estavam o pai de Sofia e vários outros parentes reais. Sofia Carlota era uma das mulheres mais ricas do país e o casal passou a residir no Castelo de Rastede.
Sofia Carlota morreu no dia 29 de março de 1964 em Westerstede.